# サノライブ
サノライブ（1994年4月7日 - ）は、日本のお笑い芸人（ピン芸人）。京都府京都市右京区出身。太田プロダクション所属。

## 来歴
立命館大学産業社会学部メディア社会専攻在学中からピン芸人としてお笑いを始め、お笑いサークルなどには属さず1人で単独ライブを立ち上げており、「サノライブ」とはもともとその単独ライブの名称であった。
大手レコード会社勤務を経て脱サラし、2018年7月に幼馴染みの一ノ瀬翔と共にお笑いコンビ「ウキョウ」結成。同年10月にK-PROに所属し、デビュー。当時は結成1年目にしてキングオブコント2019準々決勝に進出したことで注目を集め、パルテノンモードとの「パルテノンウキョウ」「サノライブ」をはじめとするさまざまなライブを積極的に主催していた。
しかし、相方の借金が原因となり2020年2月12日にウキョウを解散。以降はピン芸人として活動し、R-1グランプリ2022では準決勝に進出した。
2022年8月15日、K-PROを退所したことを発表。同年9月より太田プロダクションに所属。

## 人物
- 中学時代にヨシモトファンダンゴTVで観たカリカに影響されて芸人を志した[11]。
- 立命館宇治高等学校ではサッカー部に所属し、全国高等学校サッカー選手権大会出場経験がある[12]。
- 大学のゼミでは北本隆雄（札幌テレビアナウンサー）と同期だった。2022年4月に大学時代のゼミの教授からの依頼で新入生オリエンテーションに参加。zoomだったからか、ウケなかった。
- 年末恒例の「サノフェス」また主催として「真夏の思い出ライブ[13]」「春一番[14]」など多数の芸人が出演するライブを開催。
- 趣味は音楽鑑賞。元レコード会社員である。音楽が好きな事から「ロックキッズだった僕ら」「愛してやまない音楽を」など音楽について語るライブも開催している。
- 「世の中の誰よりも手が大きい」と自称しており[15]、LLサイズのビニール手袋でも小さくて入らないなどのエピソードを持つ[16]。
- 普通自動車運転免許を持っている。
- 西新宿ナルゲキにて「サノライブとは、」など[17]、数々の単独ライブを開催している。

## 芸風
主に1人コント。

## 賞レース成績
- キングオブコント2019 準々決勝進出（ウキョウ時代）
- R-1グランプリ2021 準々決勝進出
- R-1グランプリ2022 準決勝進出
- 第43回ABCお笑いグランプリ 最終予選進出
- R-1グランプリ2023 準々決勝進出
- R-1グランプリ2025 準々決勝進出[18]

## 出演

### テレビ
- ネタパレ（フジテレビ、2021年7月24日、9月24日）
- 爆笑！ものまね紅白歌合戦（フジテレビ）
- くりぃむしちゅーのこれこそNo.1（テレビ朝日）
  - 「50音何を言われてもその文字から始まる 吐きそうなやつが言いそうなことで返せる」芸にて優勝
- 水曜日のダウンタウン（TBS）

### ラジオ
- ウキョウの大きい人のためのラジオ（WALLOP[注 1]、2019年5月30日[20]） - ウキョウ時代
- FM FUJI「selectors」
- TBSラジオ「マイナビ Laughter Night」
- NACK5「ラジオのアナ〜ラジアナ〜」
- JFN「ON THE PLANET」
- ラジオNIKKEI「シューカツHANGOUT！」